# Stor-Hemmingstjärnen
Stor-Hemmingstjärnen är en sjö i Bräcke kommun i Jämtland och ingår i Ljungans huvudavrinningsområde.